# 습장
습장(濕葬)은 시체에 물기가 많도록 하여 치르는 장례이다.

## 종류
- 매장(埋葬)
- 수장(水葬)

## 같이 보기
- 건조장